# Liste der Bodendenkmale in Höhenland
In der Liste der Bodendenkmale in Höhenland sind alle Bodendenkmale der brandenburgischen Gemeinde Höhenland und ihrer Ortsteile aufgelistet. Grundlage ist die Veröffentlichung der Landesdenkmalliste mit dem Stand vom 31. Dezember 2020.
Die Baudenkmale sind in der Liste der Baudenkmale in Höhenland aufgeführt.

## Bodendenkmale
| Gemarkung            | Flur | Kurzansprache                                                   | Bodendenkmalnummer | Bemerkung                                               | Bild |
| -------------------- | ---- | --------------------------------------------------------------- | ------------------ | ------------------------------------------------------- | ---- |
| Leuenberg (Lage)     | 4    | Siedlung Steinzeit                                              | 60063              | siehe auch Liste der Bodendenkmale in Heckelberg-Brunow |      |
| Leuenberg (Lage)     | 1    | Siedlung Steinzeit                                              | 60065              | siehe auch Liste der Bodendenkmale in Heckelberg-Brunow |      |
| Leuenberg (Lage)     | 4    | Siedlung Steinzeit                                              | 60064              |                                                         |      |
| Leuenberg (Lage)     | 3    | Siedlung Urgeschichte                                           | 60106              |                                                         |      |
| Leuenberg (Lage)     | 4    | Siedlung Bronzezeit, Siedlung Eisenzeit, Einzelfund Neolithikum | 60107              |                                                         |      |
| Leuenberg (Lage)     | 1, 4 | Dorfkern deutsches Mittelalter, Dorfkern Neuzeit                | 60108              |                                                         |      |
| Steinbeck (Lage)     | 2    | Dorfkern deutsches Mittelalter, Dorfkern Neuzeit                | 60143              |                                                         |      |
| Wollenberg (Lage)    | 1    | Dorfkern deutsches Mittelalter, Dorfkern Neuzeit                | 60145              |                                                         |      |
| Wölsickendorf (Lage) | 1, 2 | Dorfkern deutsches Mittelalter, Dorfkern Neuzeit                | 60146              |                                                         |      |